# Johann XVII. Kämmerer von Worms
Johann XVII. Kämmerer von Worms (* 1392 in Oppenheim; † 2. Juli 1431 in der Schlacht von Bulgnéville) war ein deutscher Ritter und Bürgermeister von Oppenheim.

## Familie

### Herkunft
Johann XVII. stammte aus der Familie der Kämmerer von Worms. Dazu, wie er dort genealogisch einzuordnen ist, gibt es unterschiedliche Ansichten:
- Die wahrscheinlichste nimmt an, dass sein Vater Johann XI. (Hennichen) war, genannt von Hohenstein, auch ab 1366 „von Dalberg“ genannt[3] († 9. Oktober 1415[Anm. 2], bestattet in der Katharinenkirche in Oppenheim), Amtmann von Stadt und Burg Oppenheim und seit 1377 Hofmeister des Kurfürsten der Pfalz. Unklar ist dann, wer die Mutter von Johann XVII. war, denn der Vater heiratete zwei Mal. Entweder war das dann dessen erste Ehefrau, Elisabeth († 25. August 1397, bestattet in der Katharinenkirche in Oppenheim), Tochter von Philipp des Älteren von Winneburg oder die zweite Frau von Johann XI. Kämmerer von Worms, Anna († 22. Mai 1415, bestattet in der Katharinenkirche in Oppenheim), Tochter von Konrad von Bickenbach, die er noch vor dem 26. März 1398[4] geheiratet hatte. Beide kommen als Mütter von Johann XVII. Kämmerer von Worms in Betracht.
- Eine Mindermeinung nimmt an, dass Peter III. (der Jüngere) († 20. März 1397) und dessen zweite Frau, Ida von Franckenstein (genannt bis 1405[5]) die Eltern von Johann XVII. Kämmerer von Worms waren.[6]

### Ehe und Kinder
Johann XVII. heiratete 1424 Anna († 10. April 1466), Tochter von Hans und Guitgin von Helmstatt. Anna wurde in der Katharinenkirche in Oppenheim bestattet. Gemeinsam hatten sie drei Kinder:
1. Wolfgang III. Kämmerer von Worms, genannt von Dalberg (* 4. September 1426; † 20. September 1476). Er wurde Hofmarschall des pfälzischen Kurfürsten Friedrich I. und begründete den bekanntesten und historisch bedeutendsten Familienzweig der Kämmerer von Worms, die Familie Dalberg.
2. Philipp I. zu Herrnsheim (* 28. August 1428[Anm. 3]; † 3. Mai 1492). Er wurde Rat des Bischofs von Speyer.
3. Anna (* 1427[8]) heiratete Kaspar von Fleckenstein

Nach dem Tod Johann XVII. am 2. Juli 1431 in der Schlacht von Bulgnéville übernahm sein Cousin, Dieter IV. Kämmerer von Worms, – wahrscheinlich zusammen mit deren Mutter –  die Vormundschaft für die noch minderjährigen Kinder Johann XVII.

### Wissenswert
In der Literatur wird eine weitere Tochter, Guda, erwähnt, die als Nonne im Kloster Marienberg bei Boppard lebte und 1464 genannt wird. Gleichzeitig wird eine gleichnamige Nichte im gleichen Kloster und ebenfalls 1464 genannt. In anderer Literatur wird Guda nicht unter den Kindern Johann XVII. aufgeführt.

## Wirken
Johann XVII. wurde 1428 Bürgermeister von Oppenheim. Er besaß ein großes Vermögen und lieh dem Kurfürsten und Erzbischof Konrad von Mainz 15.500 Gulden. Dieser verpfändete ihm dafür Germersheim und einige umliegende Dörfer.
1431 gehörte Johann XVII. zu einem Kontingent von etwa 500 Rittern, die der Kurfürst von der Pfalz, Ludwig III., seinem Schwager, René I. von Anjou, zur Durchsetzung von dessen Ansprüchen auf das Erbe des Herzogtums Lothringen sandte. Zahlreiche von ihnen starben am 2. Juli 1431 in der Schlacht von Bulgnéville, darunter auch Johann XVII.